# Theriiformes
Theriiformes (лат.) — клада млекопитающих, к которой относят всех живородящих (включая человека), а также ископаемые находки живородящих млекопитающих, не относимые ни к плацентарным, ни к сумчатым. Клада либо считается безранговой, либо, в альтернативной классификации McKenna & Bell, — подклассом.
По молекулярным данным, разделение с однопроходными произошло примерно 217±31 — 231±24 миллиона лет назад. Состоит из трёх инфраклассов: голотерии, аллотерии и триконодонты.

## Классификация по McKenna & Bell (1997)
- Класс Mammalia — Млекопитающие
  - Подкласс Prototheria — Первозвери
  - Подкласс Theriiformes — Териообразные
    - † Инфракласс Allotheria — Аллотерии
    - † Инфракласс Triconodonta — Триконодонты
    - Инфракласс Holotheria — Голотерии
      - † Надлегион Kuehneotheria — Кюнеотерии
      - Надлегион Trechnotheria — Трехнотерии
        - † Легион Symmetrodonta — Симметродонты
        - Легион Cladotheria — Кладотерии
          - † Подлегион Dryolestoidea — Дриолестоиды
          - Подлегион Zatheria — Затерии
            - † Инфралегион Peramura — Перамуры
            - Инфралегион Tribosphenida — Трибосфениды
              - † Надкогорта Aegialodontia
              - Надкогорта Theria — Терии
                - Когорта Marsupialia — Сумчатые
                - Когорта Placentalia — Плацентарные

## Ископаемые виды
- Maotherium asiaticus — ископаемое млекопитающее, жившее в меловом периоде около 120 млн лет на территории Китая, описанное в 2003 году на основе полного скелета[1].